# ロケットシティ・トラッシュパンダズ
ロケットシティ・トラッシュパンダズ(Rocket City Trash Pandas)は、MiLB、AA（ダブルA）サザンリーグ北地区所属の野球チーム。本拠地はアラバマ州マディソンにあるトヨタ・フィールド。現在はMLBのロサンゼルス・エンゼルス傘下のチームとして活動している。
2019年シーズンを最後に、モービル・ベイベアーズ（Mobile BayBears）は改称してハンク・アーロン・スタジアムから去り、、2020年より同じアラバマ州のマディソンに移転した。
チーム名は地元住民による投票で決められた 。
"ロケットシティ"はフランチャイズのマディソンが航空宇宙産業が盛んであり、隣接する（都市の規模としてはマディソンよりも大きい）ハンツビルにはアメリカのミサイル発祥の地であるレッドストーン兵器廠やNASAの中枢施設の一つであるマーシャル宇宙飛行センターの所在地であることに因んでいる。"ノースアラバマ"や"マディソン"などの候補を抑え、全体の7割以上の得票を獲得して選出された。
"トラッシュパンダ"は地元に多く生息するアライグマの俗称である。こちらも"サンダーシャークス"や"ムーンポッサムス"などの候補を大差で抑えて選出された。